# جنگ بابلی
جنگ بابلی درگیری بین سال‌های ۳۱۱ تا ۳۰۹ پ. م میان دیادوخوی‌ها آنتیگون و سلوکوس بود که با پیروزی سلوکوس به پایان رسید. این درگیری به هر گونه امکان بازسازی امپراتوری اسکندر مقدونی پایان داد، این اتفاق در نهایت در نبرد ایپسوس صورت گرفت. همچنین با کنترل سلوکوس بر ساتراپی‌های شرقی امپراتوری سابق اسکندر، امپراتوری سلوکی به وجود آمد.

## مقدماتی
پس از مرگ اسکندر مقدونی در ۱۱ ژوئن ۳۲۳ پ. م، امپراتوری او از هم پاشید. ژنرال‌هایی که در تلاش برای نجات امپراتوری بودند در طول جنگ یکم دیادوخوی‌ها شکست خوردند. در طول جنگ دوم دیادوخوی‌ها، قدرت آنتیگون، که دولت خود را در آناتولی و سوریه ایجاد کرده بود، در حال افزایش بود. این امر باعث نگرانی سایر ژنرال‌ها شد، اما در جنگ سوم دیادوخوی‌ها، آنتیگون موفق شد بطلمیوس یکم و کاساندر را تحت تسلط خود نگه‌دارد. در دسامبر ۳۱۱ پ. م، طرف‌های متخاصم، صلحی میان یکدیگر منعقد کرده و یکدیگر را به رسمیت شناختند. تنها حاکمی که در این معاهده حضور نداشت سلوکوس بود. آنتیگون سلوکوس، ساتراپ بابل را در سال ۳۱۶ پ. م از مقامش برکنار کرده بود، اما بطلمیوس به او ارتشی داد تا از آن برای بازگشت به ساتراپی خود استفاده کند.

## نبردها
سلوکوس که با کهنه سربازان مقدونی از کاره (حران) تقویت شده بود، در نیمه دوم ماه مه ۳۱۱ پ. م به پایتخت سابق خود بابل بازگشت. او در آن‌جا به عنوان حاکم جدید شناخته شد. فقط یک قلعه توسط یک پادگان وفادار به آنتیگون اشغال شد. سلوکوس سدی دفاعی در فرات ساخت و دریاچه‌ای مصنوعی ایجاد کرد. در ماه اوت، او به‌طور ناگهانی سد را شکست و سیل دیوارهای قلعه را ویران کرد.
ساتراپ‌های آنتیگون در ماد و آریا، نیکانور و اواگوراس، تصمیم گرفتند با ارتشی متشکل از ۱۰۰۰۰ پیاده و ۷۰۰۰ سوار در این نبرد مداخله کنند، اما سلوکوس و ارتشش متشکل از ۳۰۰۰ پیاده و ۴۰۰ سواره از سپتامبر ۳۱۱ پ. م در نزدیکی دجله منتظر آنها بودند سلوکوس با پنهان کردن افراد خود در یکی از مرداب‌ها و حمله شبانه توانست سربازان مقدونی را در ارتش نیکانور و اواگوراس شکست دهد و در پی آن سربازان ایرانی تصمیم گرفتند که در کنار سلوکوس قرار گیرند (نوامبر ۳۱۱ پ. م). سلوکوس بدون هیچ مشکلی می‌توانست از میان کوه‌های زاگرس حرکت کرده و هگمتانه (پایتخت ماد) را اشغال کند و تا شوش (پایتخت عیلام) پیشروی کند. او اکنون کنترل جنوب عراق و بخش بزرگی از ایران را در اختیار داشت.
اخبار شکست نیکانور و اواگوراس باید در زمان امضای صلح دیادوخوی‌ها (دسامبر ۳۱۱ پ. م) به اطلاع آنتیگون رسیده باشد. او به پسرش دیمتریوس پولیورستس دستور داد تا نظم را برقرار کند. او در اوایل بهار ۳۱۰ پ. م وارد شد، زمانی که سلوکوس هنوز در شرق بود. اگرچه دیمتریوس موفق شد وارد بابل شود، اما نتوانست با مقاومتی حامیان سلوکوس مقابله کند و بدون اینکه به هدف خود برسد به سوریه بازگشت. پدرش آنتیگون در پاییز ۳۱۰ پ. م دوباره تلاش کرد و همچنین موفق شد وارد بابل شود در مارس ۳۰۹ پ. م مجبور به ترک شهر شد. در بازگشت به شمال غربی، با ارتش سلوکوس روبرو شد که به سربازانش دستور داد در طول شب غذا بخورند، در حالی که سربازان آنتیگون در حال صرف صبحانه بودند به آن‌ها حمله کرد و در نبرد ۲۵ آبو پیروزی قاطعی به دست آورد.

## اهمیت
آنتیگون عقب‌نشینی کرد و پذیرفت که بابل، ماد و عیلام متعلق به سلوکوس است. سلوکوس به سمت شرق حرکت کرد و به دره سند رسید و در آنجا پیمانی با چاندراگوپتا مائوریا منعقد کرد. امپراتور مائوریا بخش‌های شرقی امپراتوری سلوکی را که شامل افغانستان، پاکستان و غرب هند می‌شد، دریافت کرد و به سلوکوس نیروی عظیمی متشکل از پانصد فیل جنگی داد. سلوکوس با افزودن تمام ایران و افغانستان به قدرتمندترین فرمانروای پس از اسکندر مقدونی تبدیل شد. احیای امپراتوری اسکندر، پس از جنگ بابل، دیگر امکان‌پذیر نبود. این نتیجه در جنگ چهارم دیادوخوی‌ها و نبرد ایپسوس (۳۰۱) بدست آمد.

## منبع‌شناسی
اطلاعات دربارهٔ این مطلب بر اساس کتاب تاریخ جهان اثر دیودور سیسیلی، در بخش ۱۹٫۹۰–۹۳ و ۱۹٫۱۰۰ است. او دربارهٔ نبرد سلوکوس علیه ساتراپ‌ها و دیمتریوس صحبت می‌کند و اعداد قابل قبولی برای ارتش‌ها ارائه می‌دهد، اما لشکرکشی آنتیگون را نادیده می‌گیرد. این در یکی از رویدادنامه‌های بابلی معاصر، تاریخچه دیادوخوی‌ها بایگانی‌شده  در ۲۹ سپتامبر ۲۰۱۸ توسط Wayback Machine (= ABC 10 = BCHP 3) توضیح داده شده‌است، که چارچوب زمانی را نیز ارائه می‌دهد. از زمان انتشار این لوح خط میخی که اکنون در موزه بریتانیا قرار دارد، درک ما از این درگیری بسیار افزایش یافته‌است.